# Peggie Castle
Peggie Castle (Appalachia, 22 dicembre 1927 – Hollywood, 11 agosto 1973) è stata un'attrice statunitense.
Nota anche come Peggy Castle e Peggie Call, si specializzò in ruoli di seconda protagonista femminile in diversi B-movie.

## Carriera
Nata a Appalachia, Virginia, col nome Peggy Blair, fu scoperta da un talent scout mentre pranzava in un ristorante di Beverly Hills.
Recitò in film quali L'ambiziosa (1951), Non cercate l'assassino (1953), La mia legge (1953), Invasione USA (1952) e Arrivederci Roma (1958). Dopo essere passata al piccolo schermo, interpretò il ruolo di Lily Merrill, protagonista della serie televisiva Lawman dal 1959 al 1962.
Peggie Castle si ritirò dalle scene dopo il matrimonio con il regista William McGarry nel 1964; si sposò in tutto quattro volte. Morì a quarantacinque anni, alcolista, per cirrosi epatica.
Per il suo contributo all'industria televisiva, Peggie Castle ha una stella sulla celebre  Hollywood Walk of Fame (Hollywood Boulevard).

## Filmografia

### Cinema
- When a Girl's Beautiful, regia di Frank McDonald (1947) (come Peggy Call)
- Il signor Belvedere va in collegio (Mr. Belvedere Goes to College), regia di Elliott Nugent (1949) (non accreditata)
- La gabbia di ferro (Outside the Wall), regia di Crane Wilbur (1950) (non accreditata)
- Donna in fuga (Woman in Hiding), regia di Michael Gordon (1950) (non accreditata)
- La corsara (Buccaneer's Girl), regia di Frederick de Cordova (1950)
- La regina dei tagliaborse (I Was a Shoplifter), regia di Charles Lamont (1950) (non accreditata)
- Jack il ricattatore (Shakedown), regia di Joseph Pevney (1950)
- L'ambiziosa (Payment on Demand), regia di Curtis Bernhardt (1951)
- I moschettieri dell'aria (Air Cadet), regia di Joseph Pevney (1951)
- Il principe ladro (The Prince Who Was a Thief), regia di Rudolph Maté (1951)
- Vittoria sulle tenebre (Bright Victory), regia di Mark Robson (1951) (non accreditata)
- La calata dei mongoli (The Golden Horde), regia di George Sherman (1951)
- Harem Girl, regia di Edward Bernds (1952)
- Il conquistatore del West (Wagons West), regia di Ford Beebe (1952)
- Invasione USA (Invasion U.S.A.), regia di Alfred E. Green (1952)
- Frustateli senza pietà (Cow Country), regia di Lesley Selander (1953)
- Il terrore del Golden West (Son of Belle Starr), regia di Frank McDonald (1953)
- La mia legge (I, the Jury), regia di Harry Essex (1953)
- Non cercate l'assassino (99 River Street), regia di Phil Karlson (1953)
- The White Orchid, regia di Reginald Le Borg (1954)
- Verso il Far West (Overland Pacific), regia di Fred F. Sears (1954)
- La lunga notte (The Long Wait), regia di Victor Saville (1954)
- L'ascia di guerra (The Yellow Tomahawk), regia di Lesley Selander (1954)
- Le amanti di Jesse il bandito (Jesse James' Women), regia di Don Barry (1954)
- Max Liebman Presents: Kaleidoscope, regia di Max Liebman (1955) - film tv
- Tenebrosa avventura (Finger Man), regia di Harold D. Schuster (1955)
- Terra infuocata (Tall Man Riding), regia di Lesley Selander (1955)
- La signora dalle due pistole (Two-Gun Lady), regia di Richard Bartlett (1955)
- Ombre gialle (Target Zero), regia di Harmon Jones (1955)
- Assignment: Mexico, regia di Bernard Girard (1956) - film tv
- Incontro sotto la pioggia (Miracle in the Rain), regia di Rudolph Maté (1956)
- I guerrieri di Alce Azzurro (Quincannon, Frontier Scout), regia di Lesley Selander (1956)
- La pantera del West (The Oklahoma Woman), regia di Roger Corman (1956)
- La primula gialla (The Counterfeit Plan), regia di Montgomery Tully (1957)
- I quattro cavalieri del terrore (Hell's Crossroads), regia di Franklin Adreon (1957)
- Beginning of the End, regia di Bert I. Gordon (1957)
- Back from the Dead, regia di Charles Marquis Warren (1957)
- Arrivederci Roma, regia di Roy Rowland (1958)

### Televisione
- Squadra mobile (Racket Squad) – serie TV, 1 episodio (1953)
- Fireside Theatre – serie TV, 3 episodi (1952-1954)
- The Millionaire – serie TV, 1 episodio (1956)
- Four Star Playhouse – serie TV, 1 episodio (1956)
- I racconti del West (Zane Grey Theater) – serie TV, 1 episodio (1956)
- Conflict – serie TV, episodio 1x12 (1957)
- Gunsmoke – serie TV, episodio 2x27 (1957)
- Cheyenne – serie TV, 2 episodi (1956-1957)
- Perry Mason – serie TV, 1 episodio (1957)
- The Restless Gun – serie TV, episodi 1x21-2x32 (1958-1959)
- The Texan – serie TV, episodio 1x04 (1958)
- Indirizzo permanente (77 Sunset Strip) – serie TV, episodio 1x08 (1958)
- The Further Adventures of Ellery Queen – serie TV, episodio 1x15 (1959)
- Mike Hammer – serie TV, 1 episodio (1959)
- Markham – serie TV, 1 episodio (1959)
- World of Giants – serie TV, 1 episodio (1959)
- Lawman – serie TV, 105 episodi (1959-1962)
- Il virginiano (The Virginian) – serie TV, episodio 4x21 (1966)